# Otto Böhler

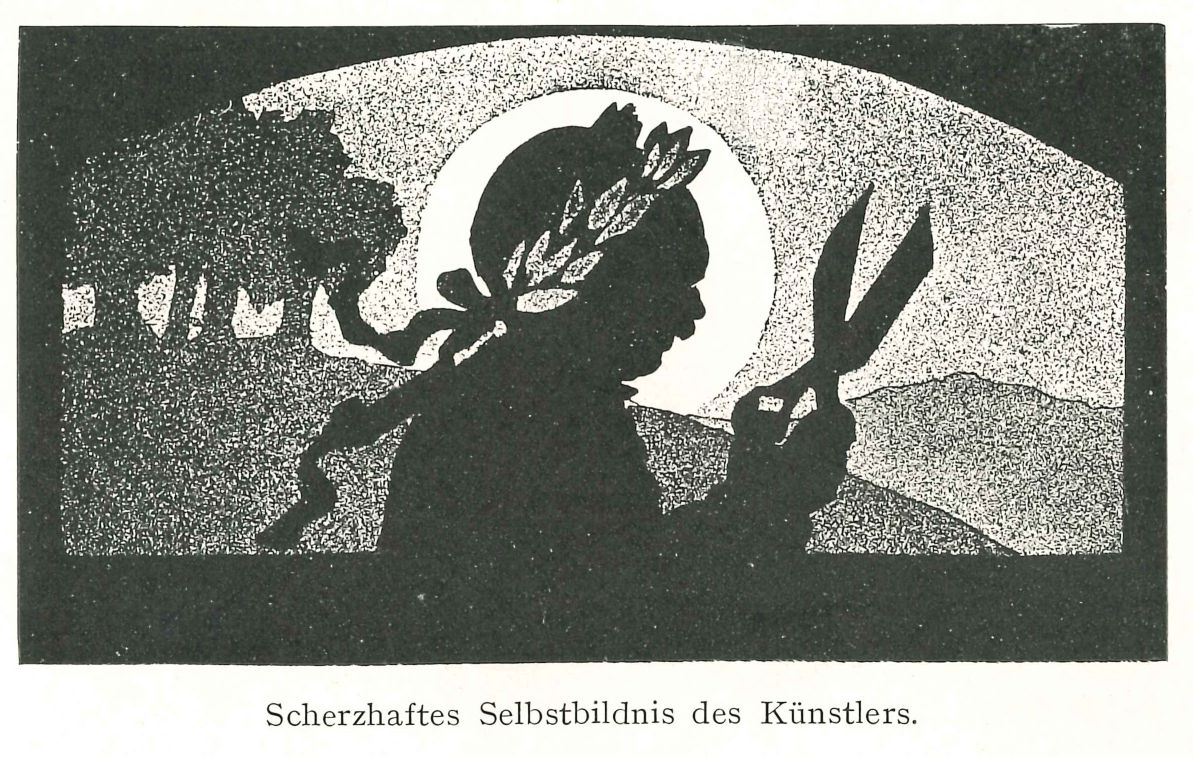
Scherzhaftes Selbstbildnis des Künstlers

Otto Böhler (* 11. November 1847 in Frankfurt am Main; † 5. April 1913 in Wien) war ein österreichischer Silhouettenkünstler und Industrieller deutscher Herkunft.

## Leben

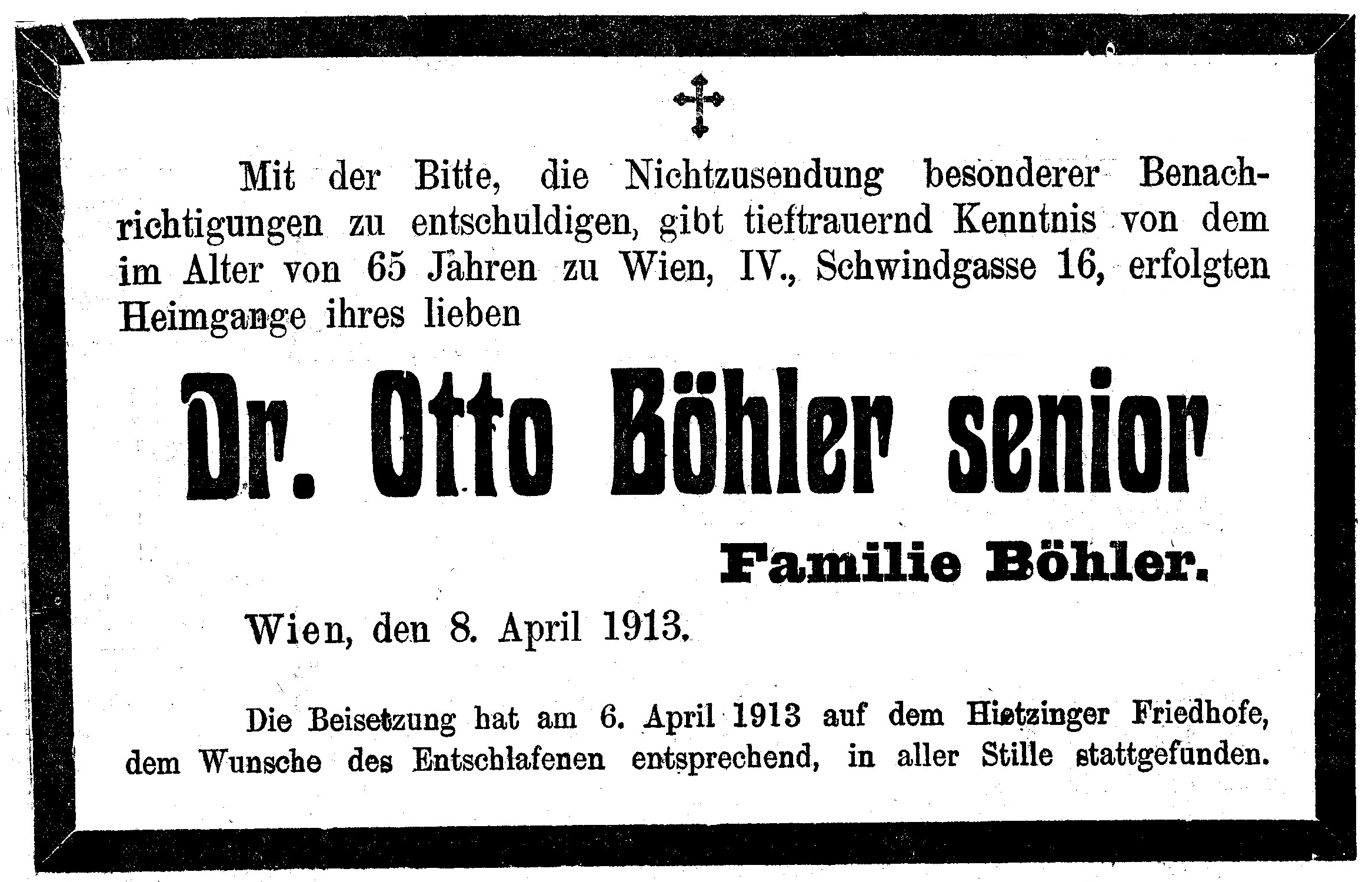
Todesanzeige

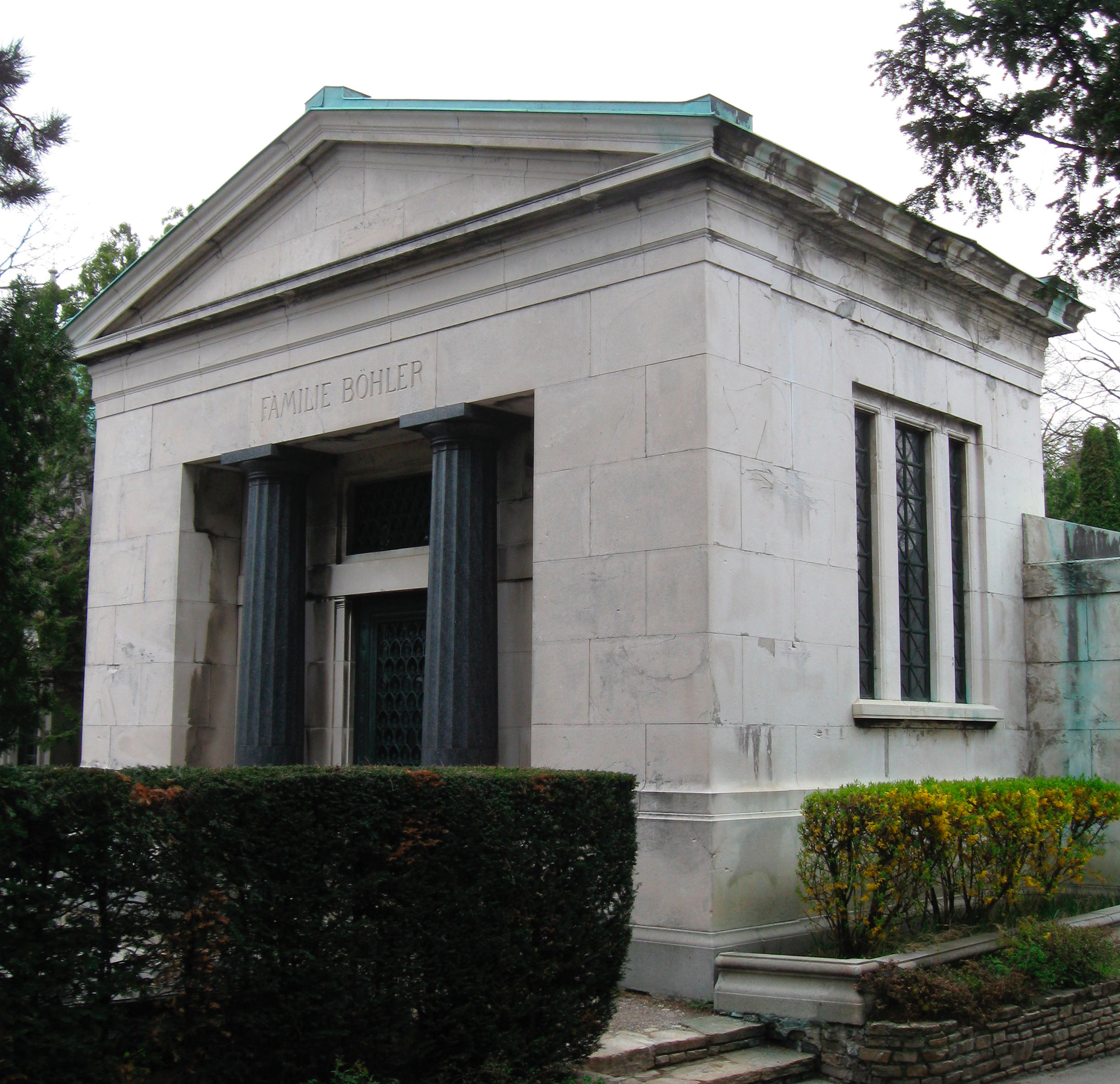
Gruft der Familie Böhler

Otto Böhler war der fünfte Sohn des Großkaufmanns Georg Friedrich Böhler und verbrachte seine Kindheit und Jugend in Frankfurt am Main. Böhler legte an einem Privatinstitut in Frankfurt die Maturitätsprüfung ab und arbeitete anschließend ein Jahr lang im Laboratorium von Dr. Löwe über analytische Chemie sowie von 1864 bis in einer chemischen Fabrik in Berlin. Für zwei Semester studierte er am Polytechnikum in Zürich und von 1867 bis 1869 an der Universität Tübingen bis zur Promotion. Böhler erlangte 1869 die „Doctorwürde in den Naturwissenschaften“ mit der Dissertation „Über einige Sulfosäuren des Benzyls und eine Verbindung von Senföl mit schwefligsauren Alkalien“. Danach zog er um 1870 mit seinen Brüdern Albert (1845–1899) und Friedrich (1849–1914) nach Wien und beteiligte sich nach dem Tod seines Bruders Emil (1842–1882) am Familienunternehmen. 
Seinem künstlerischen Talent folgend, wurde er Schüler des Malers und Schriftstellers Wenzel Ottokar Noltsch (1835–1908). Bald wandte er sich jedoch der Kunst des Scherenschnittes zu und fand in seinem musikalischen Umfeld ein reiches Betätigungsfeld. Zu Böhlers Freundeskreis zählten u. a. die Sänger Amalie Materna, Hermann Winkelmann, Theodor Reichmann sowie Musiker der Wiener Philharmoniker. 1876 besuchte er als Mitglied des Bayreuther Patronatsvereins die ersten Bayreuther Festspiele und huldigte damit seinem „musikalischen Gott“ Richard Wagner.
Böhler war verheiratet und hinterließ vier Kinder, als er 1913 an einem zwei Jahre zuvor festgestellten Herzleiden starb. Er wurde auf dem Hietzinger Friedhof (Gruppe 19, Nr. 166) in der Familiengruft beigesetzt.

## Werk

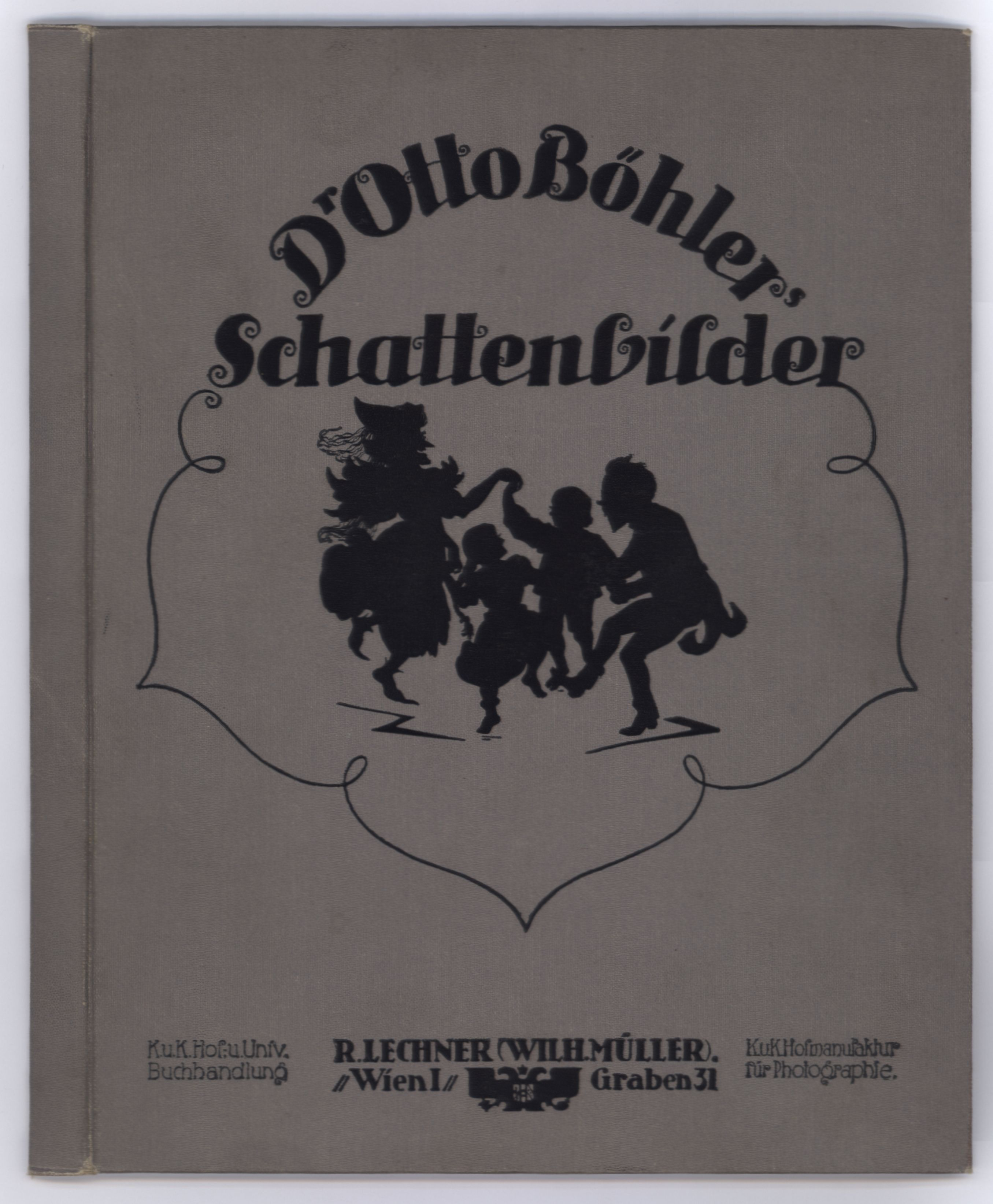
Titelseite von Dr. Otto Böhler's Schattenbilder

Böhler hat fast alle deutschen Komponisten von Bach bis Mahler, aber auch Dirigenten und Pianisten seiner Zeit, im Scherenschnitt festgehalten. Die originalen Werke sind nur vereinzelt, vor allem in Museen, erhalten geblieben. Seine Motive aber wurden als Fotografien, z. B. auf Postkarten, vielfach in Umlauf gebracht und in Zeitungen abgedruckt, sogar noch auf Telefonkarten finden sich seine Silhouetten.
- Dr. Otto Böhler's Schattenbilder. K.u.K. Hof- und Univ.-Buchhandlung in Wien, K.u.K. Hofmanufaktur für Photographie Rudolf Lechner (Wilhelm Müller), Wien 1914.

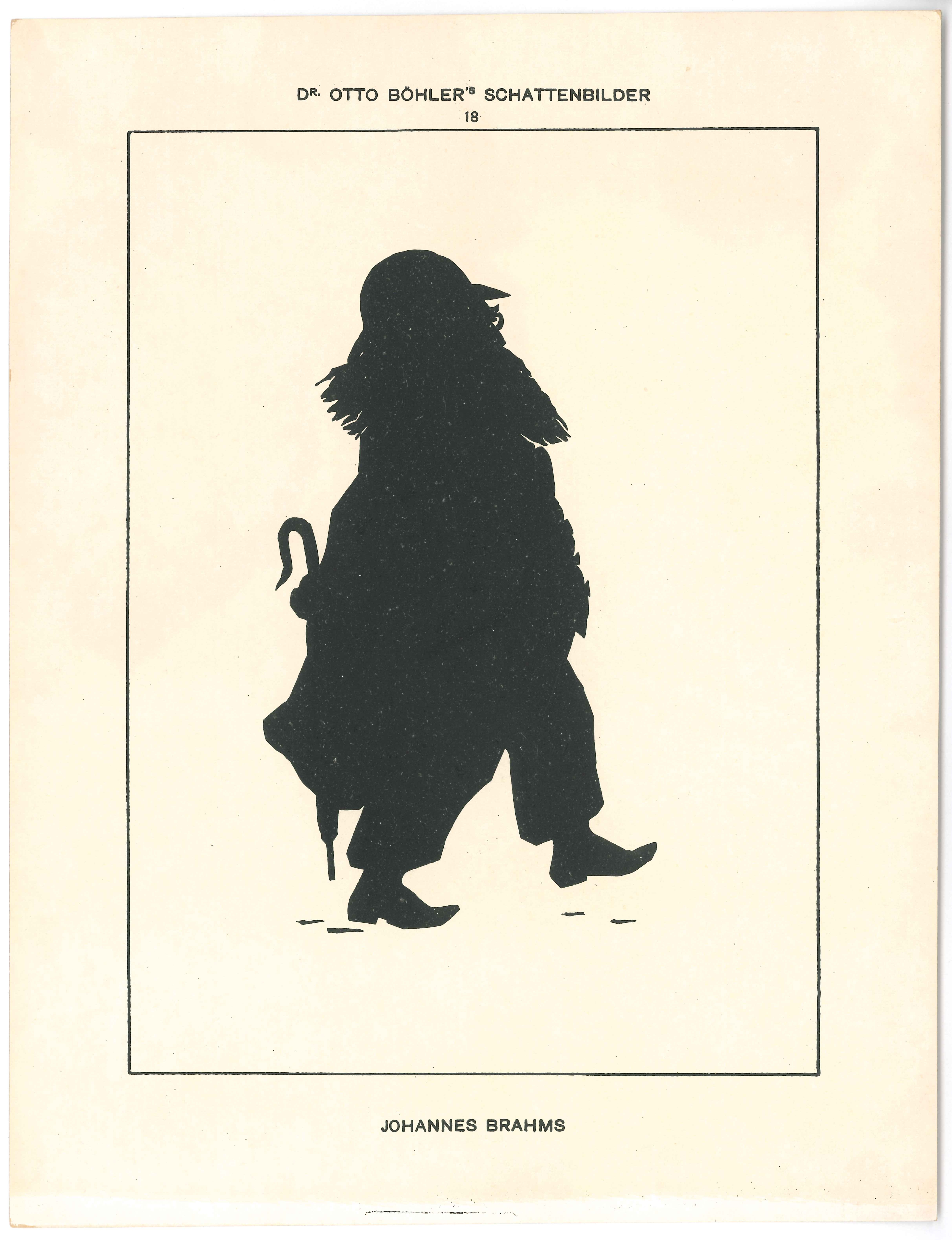
Johannes Brahms
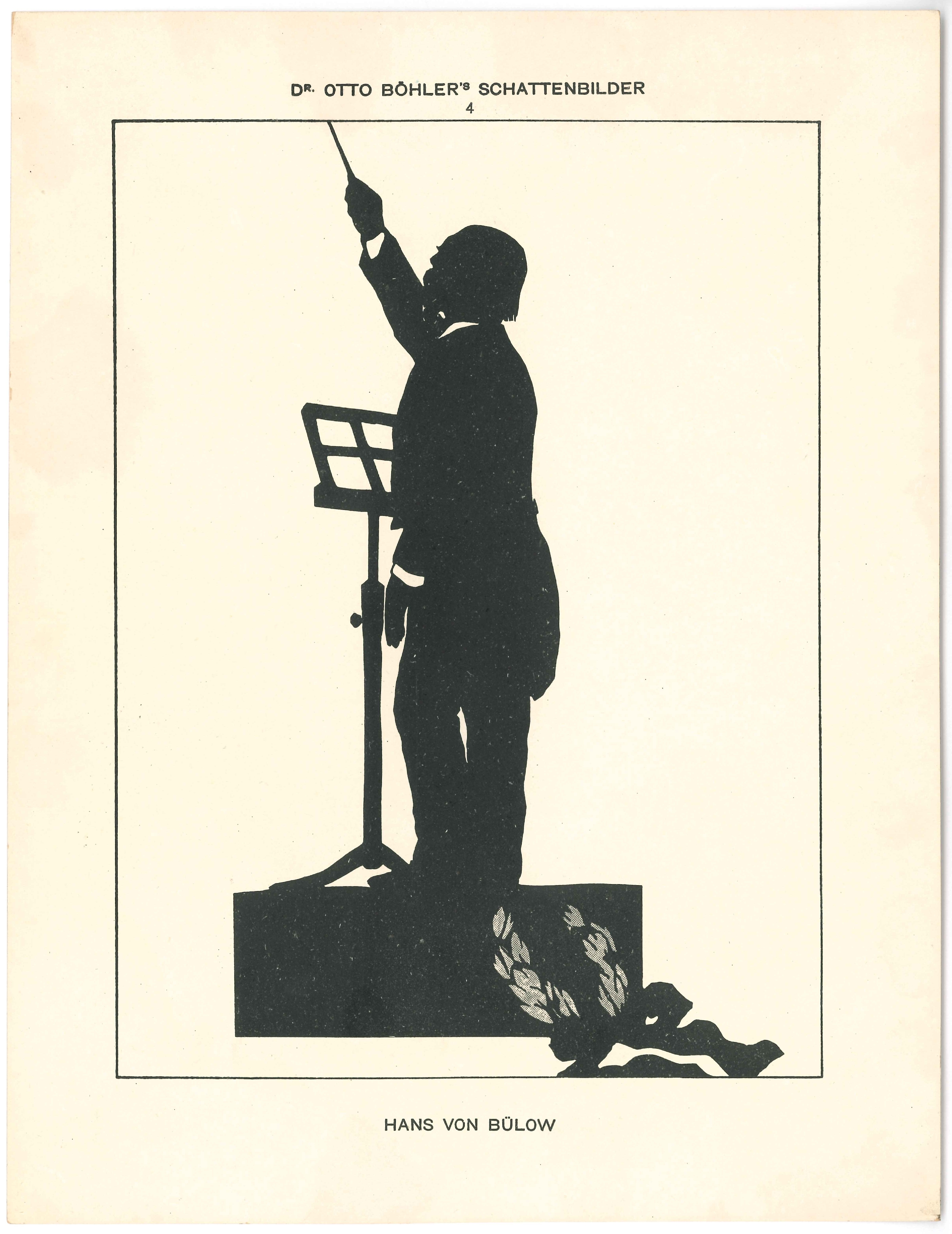
Hans von Bülow
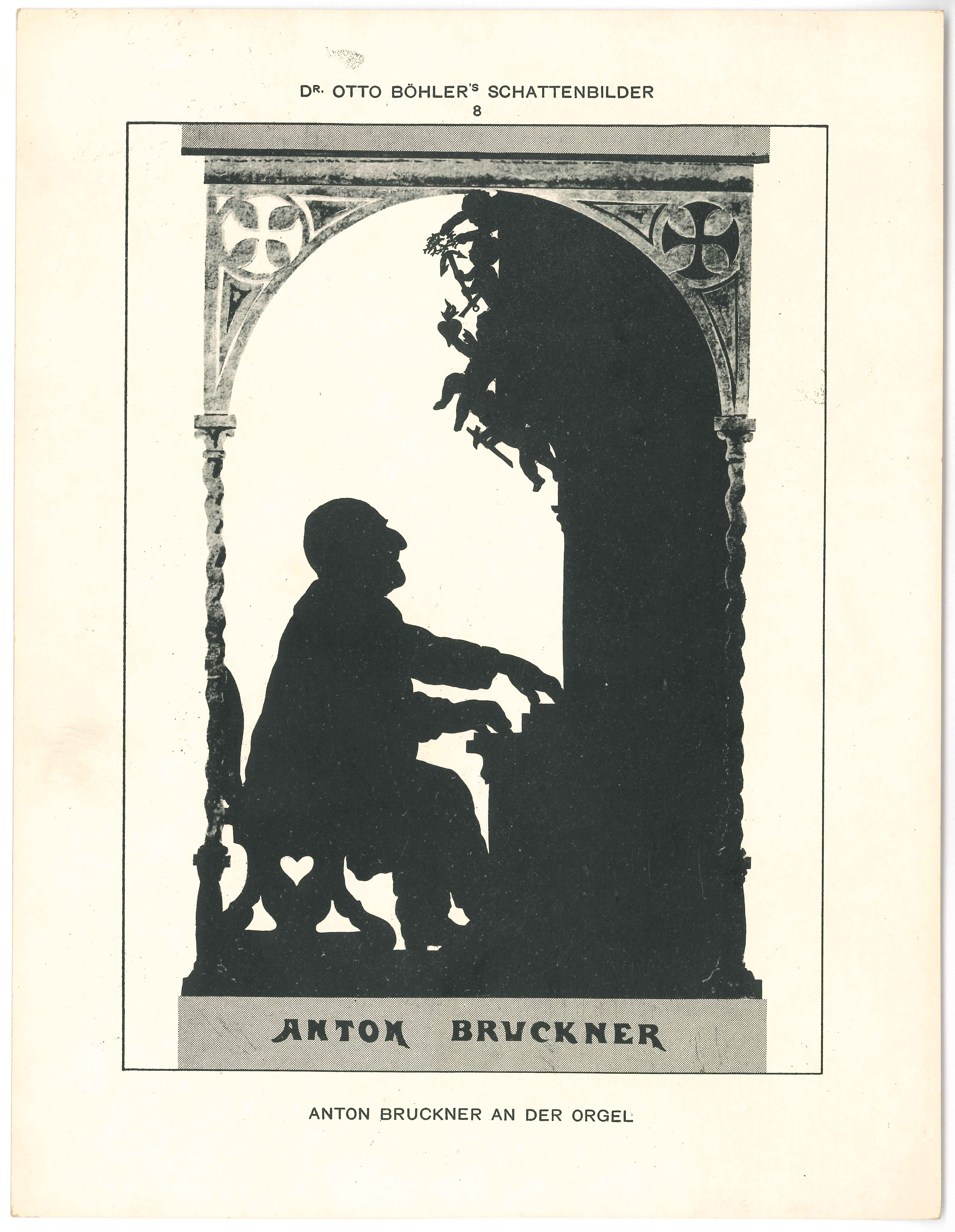
Anton Bruckner
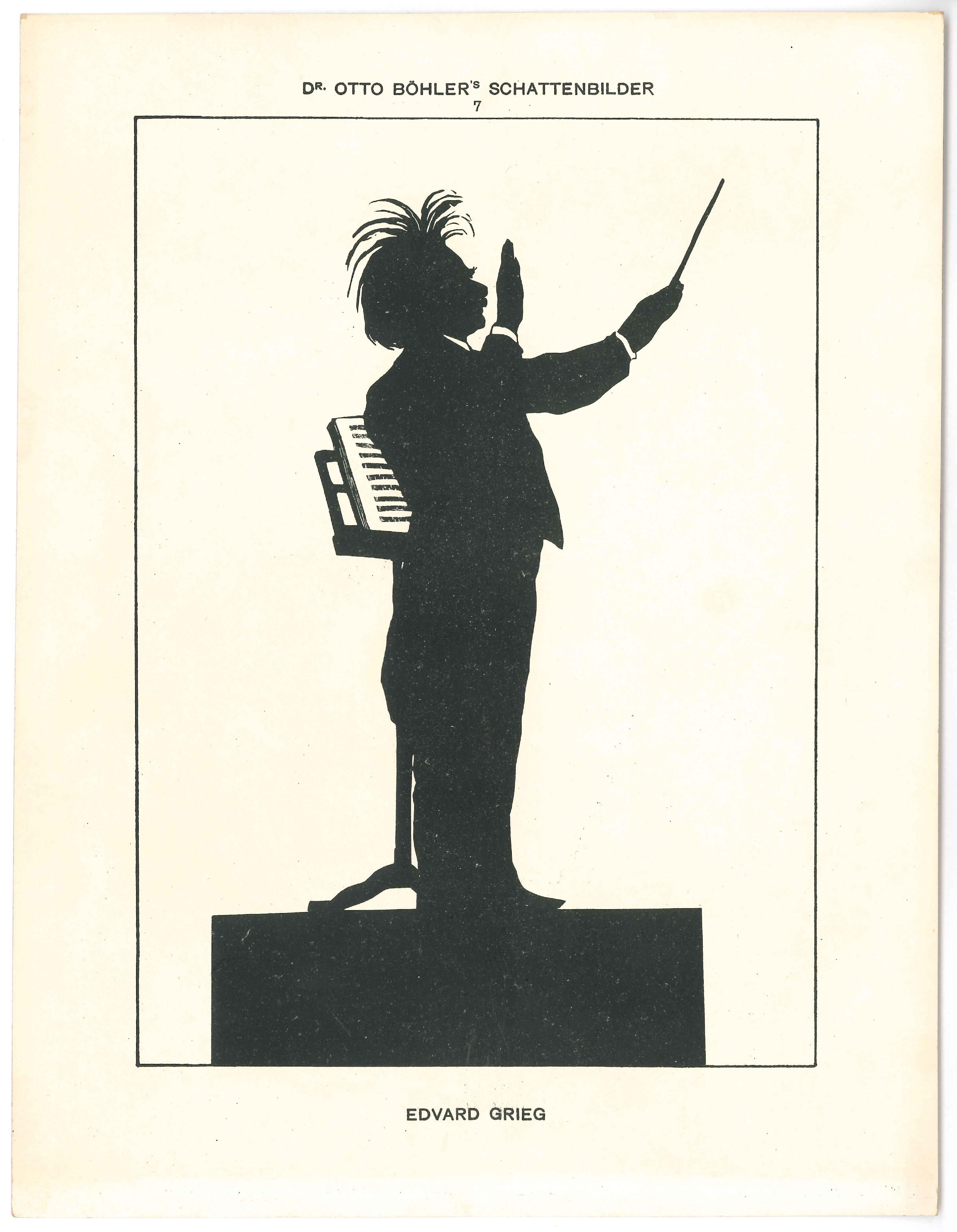
Edvard Grieg
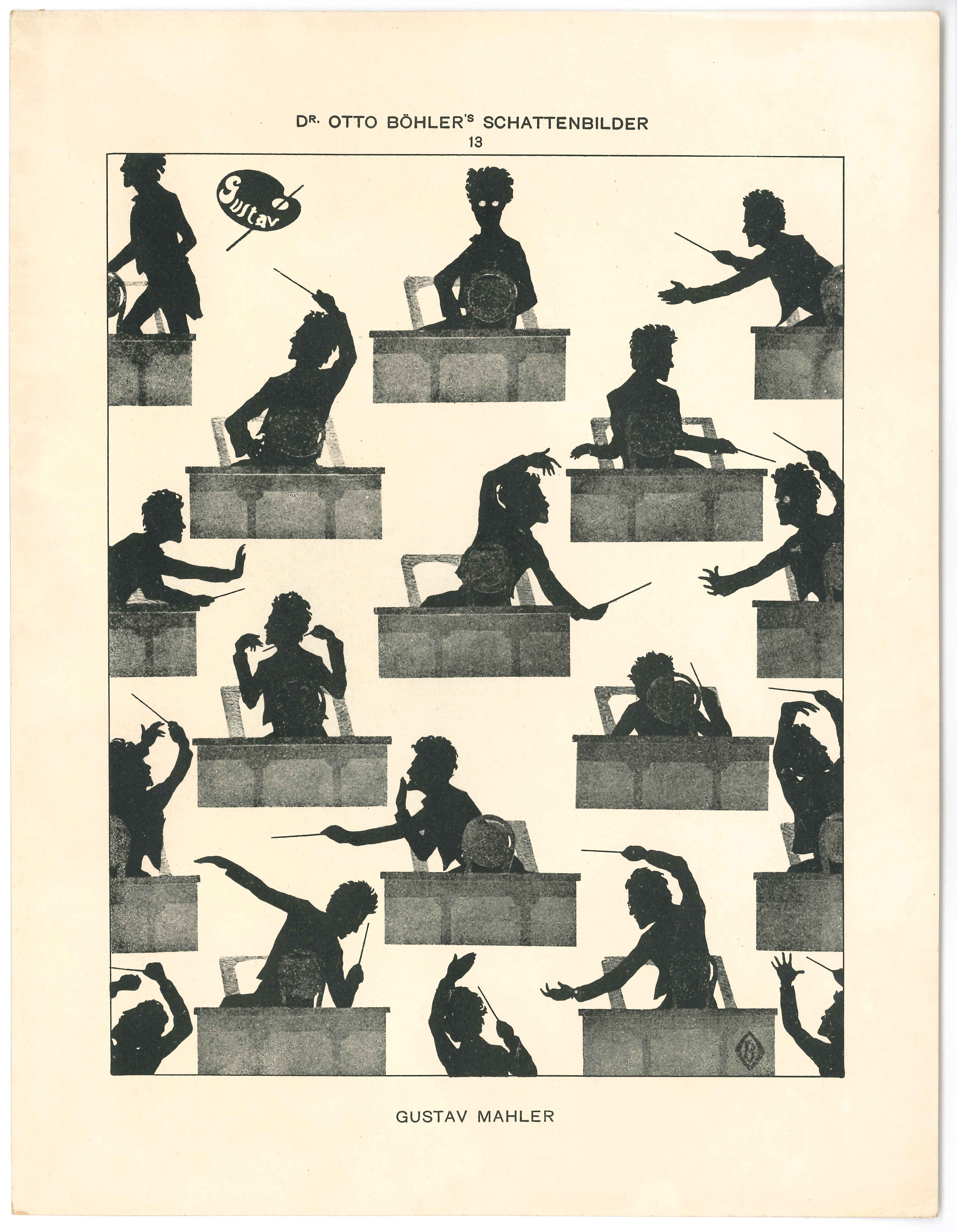
Gustav Mahler
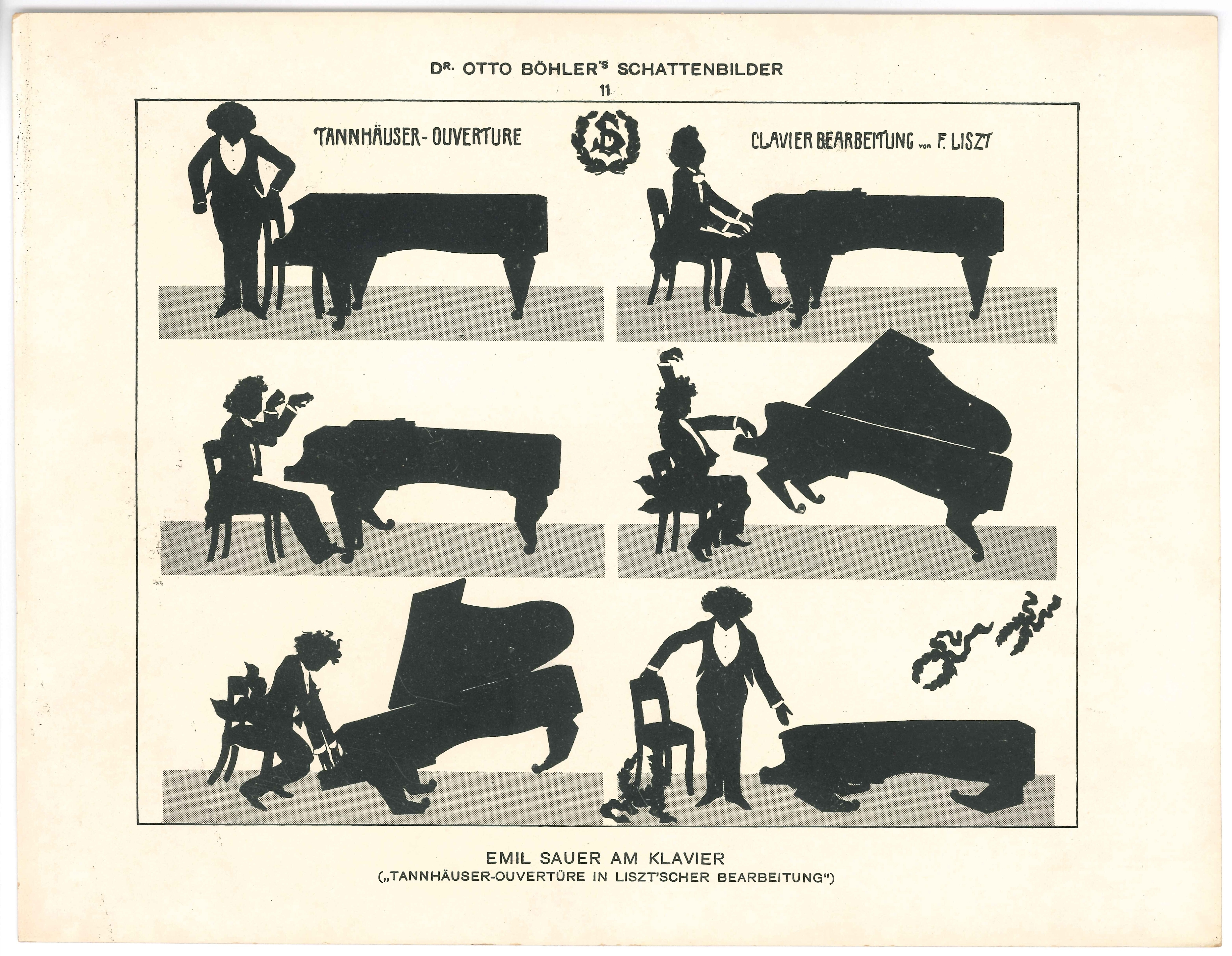
Emil von Sauer
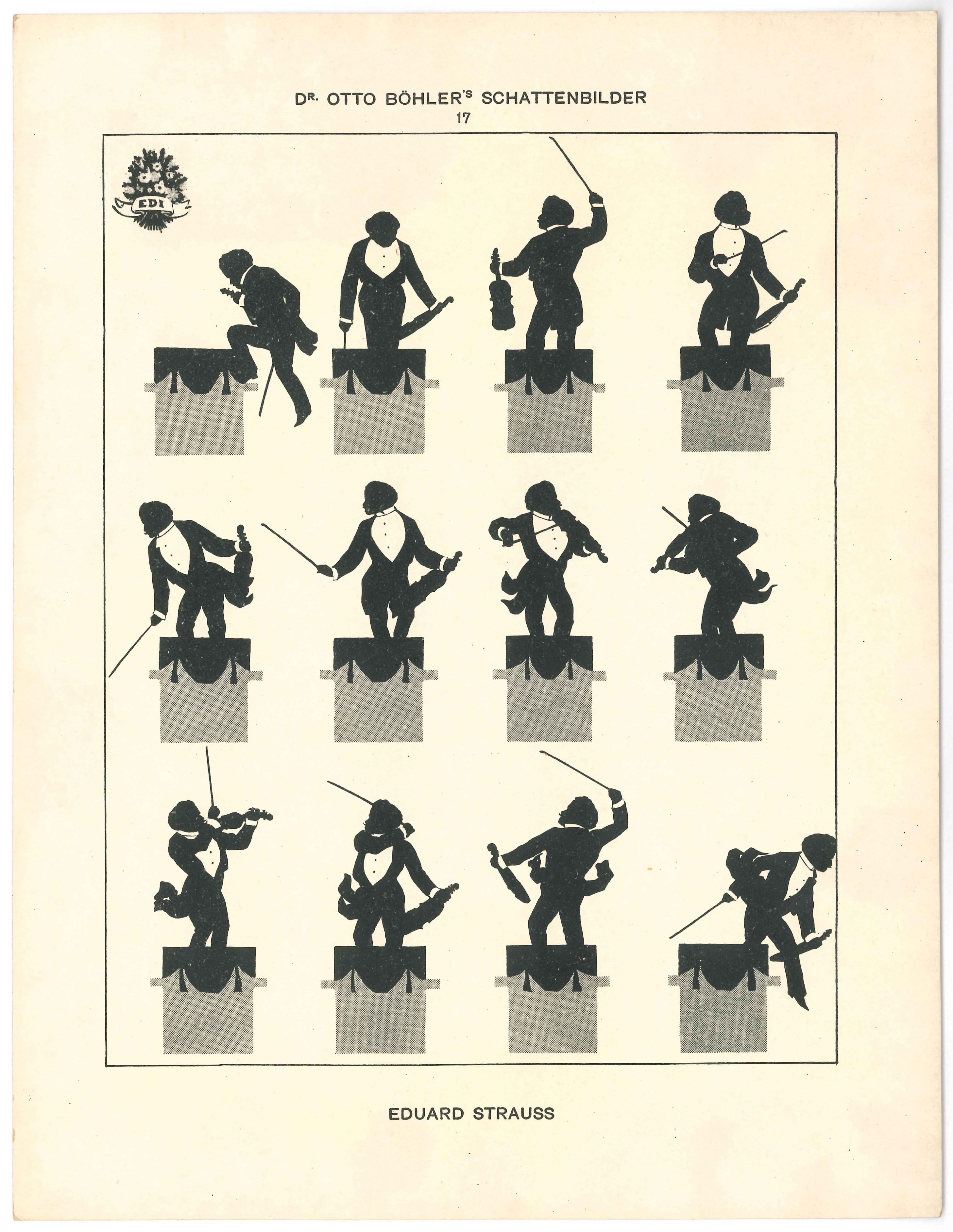
Eduard Strauß
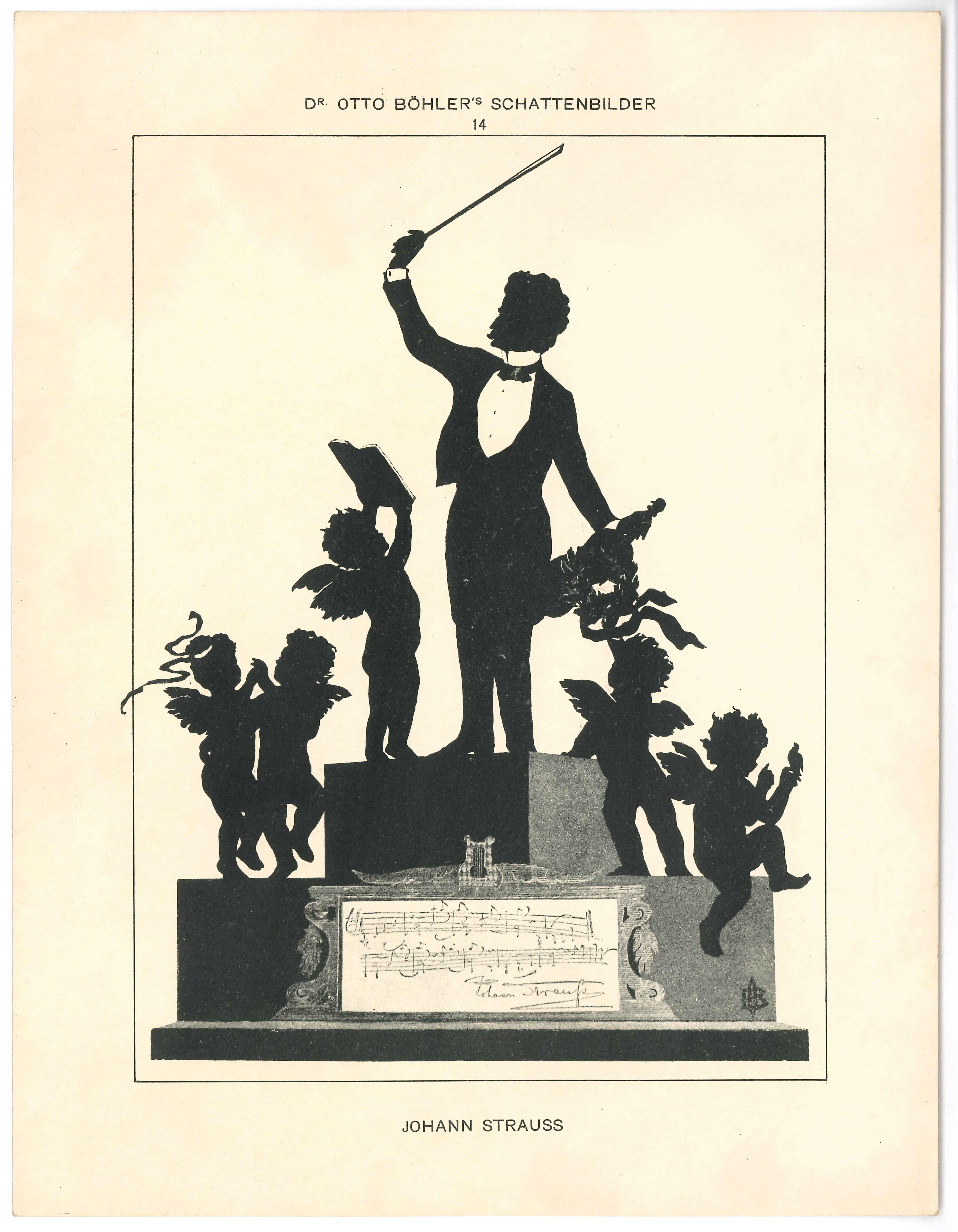
Johann Strauss (Sohn)
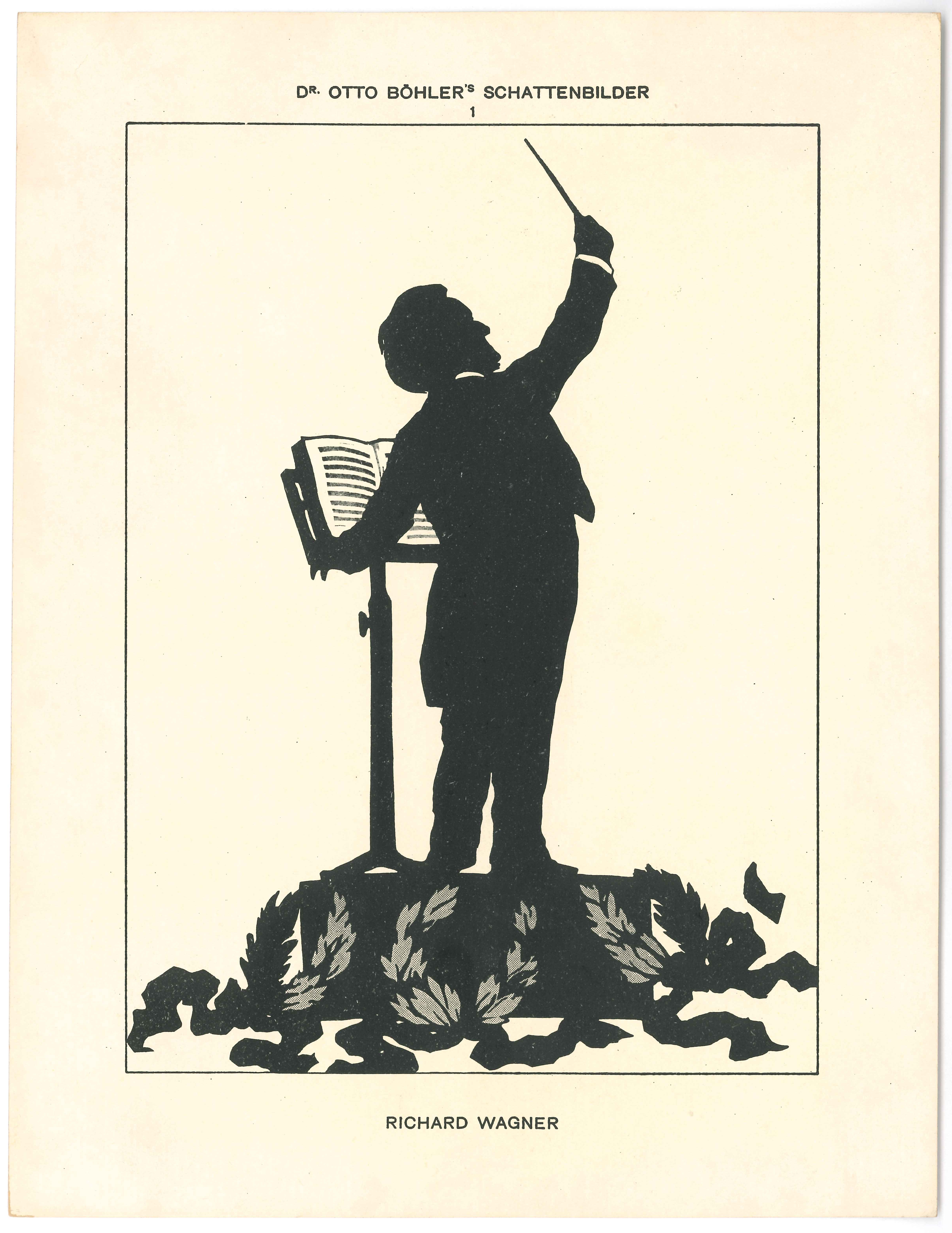
Richard Wagner
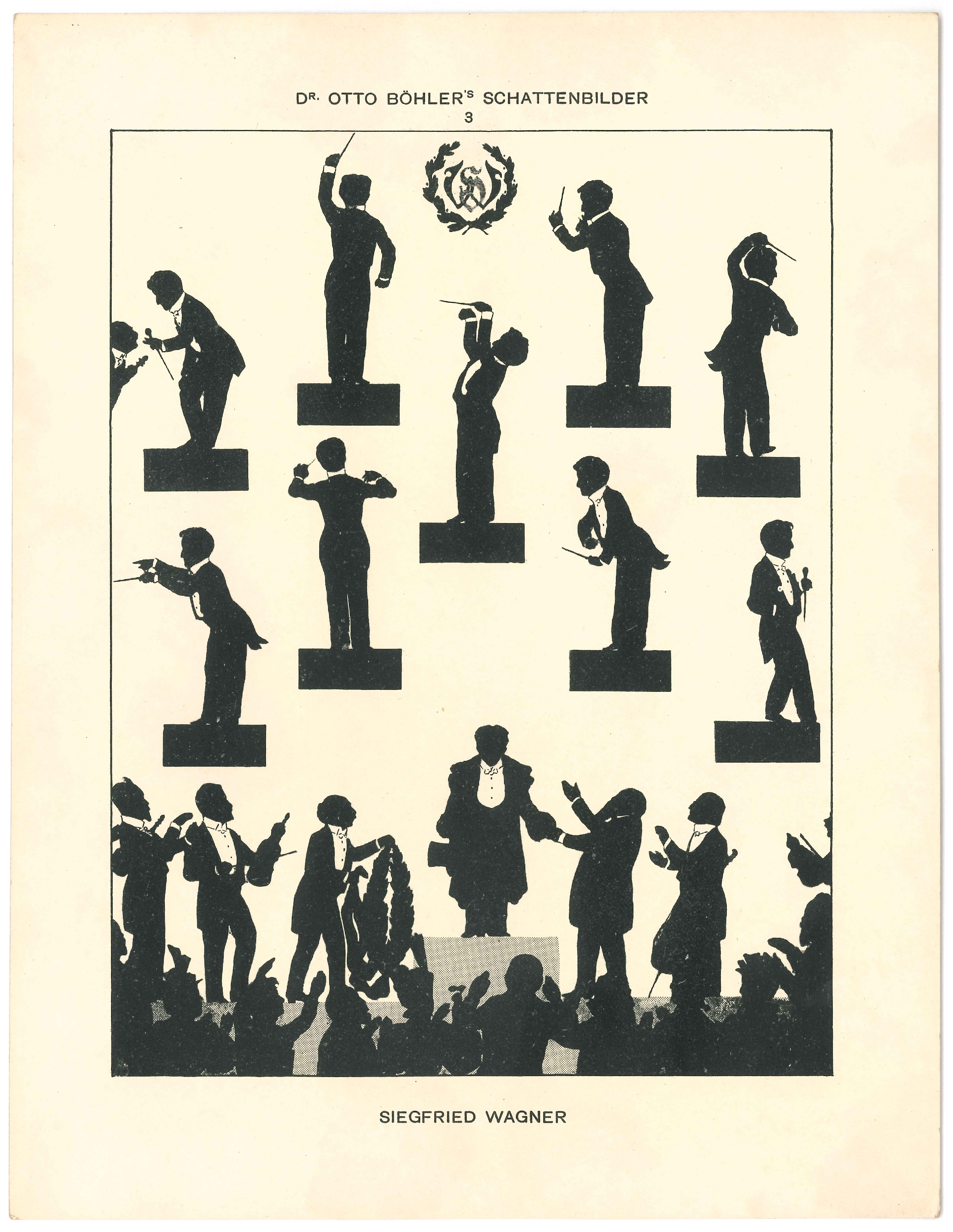
Siegfried Wagner
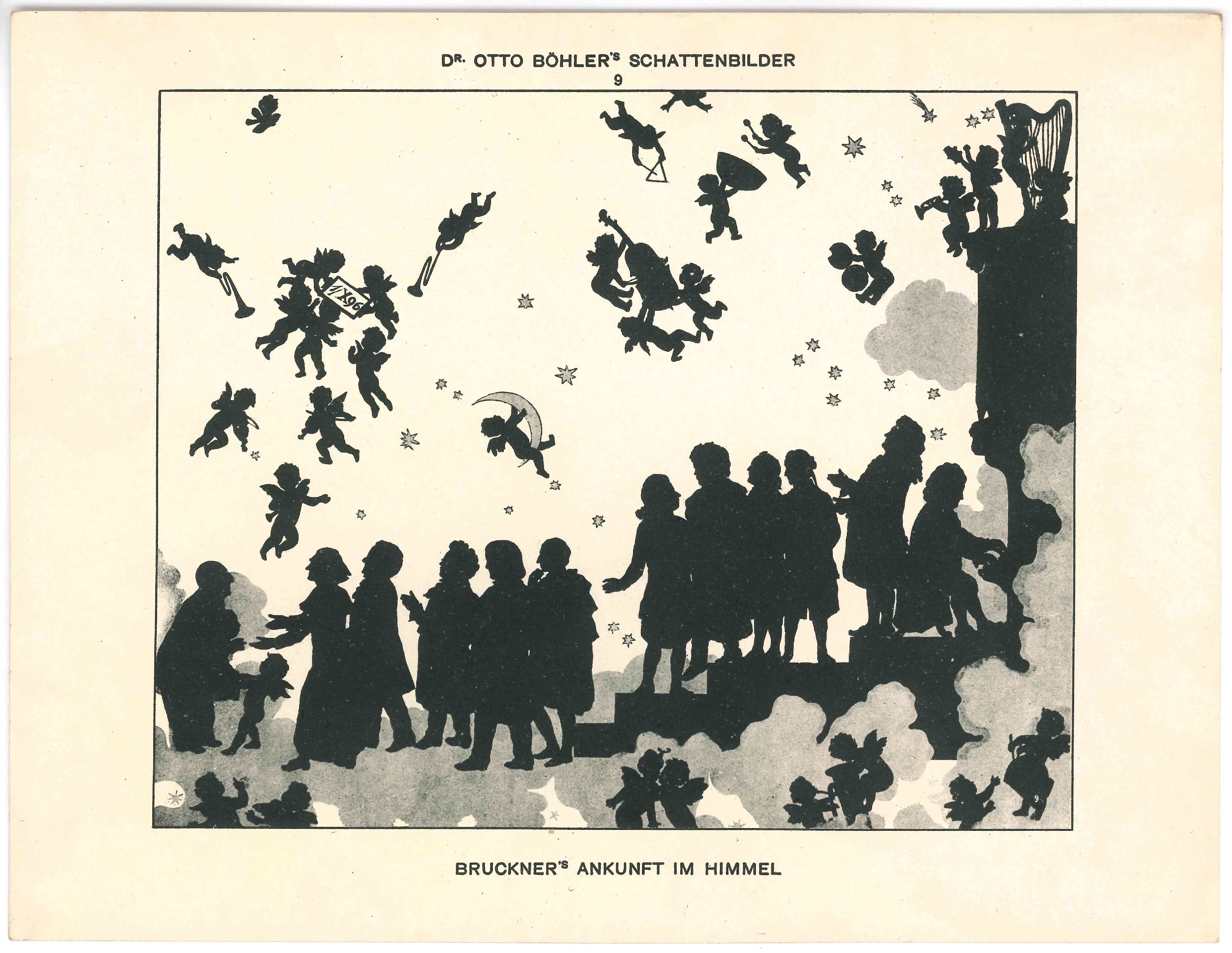
BRUCKNER's ANKUNFT IM HIMMEL
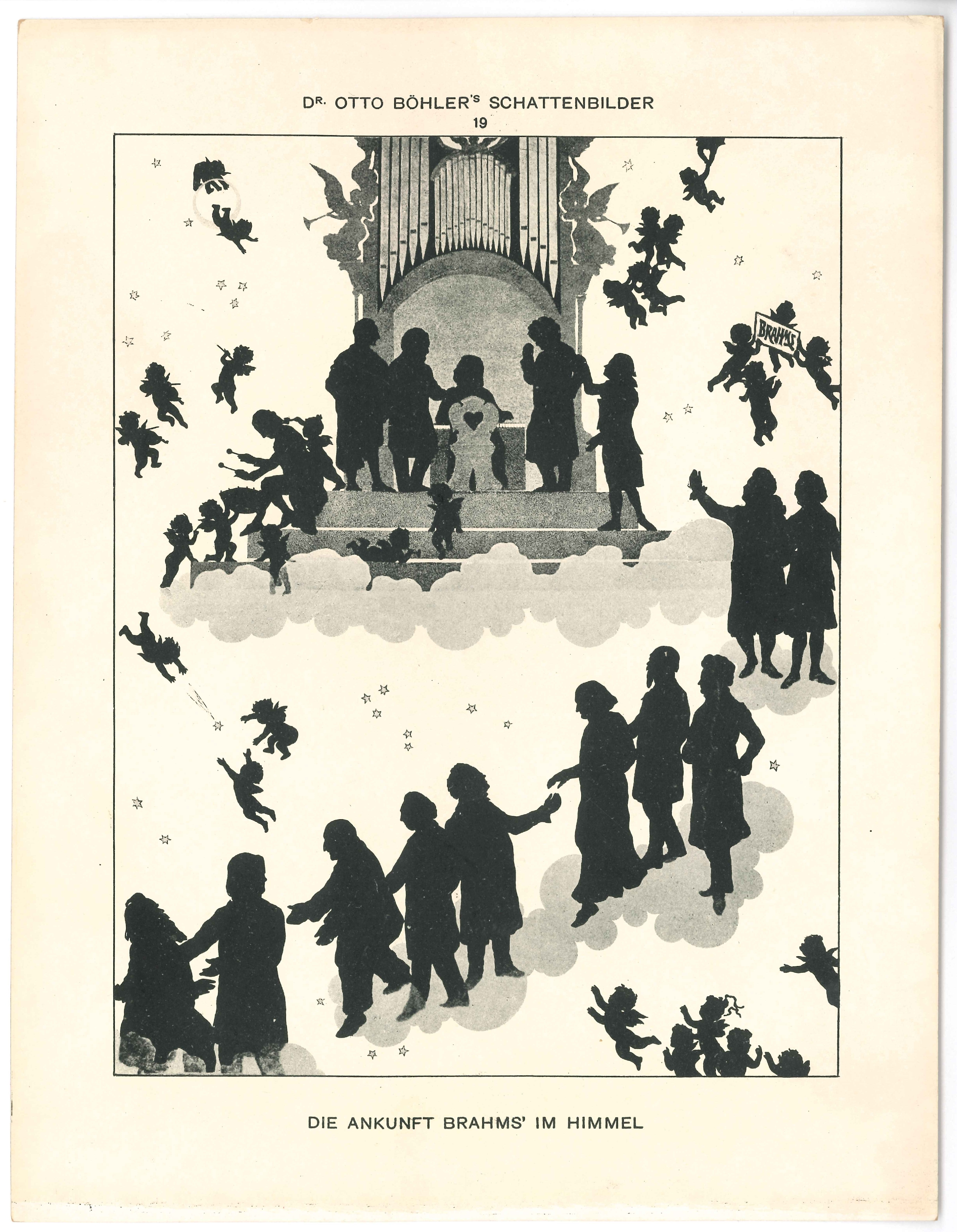
DIE ANKUNFT BRAHMS' IM HIMMEL